# Арбер Ходжа
Арбер Ходжа (алб. Arbër Hoxha, нар. 6 жовтня 1998, Печ) — косовський і албанський футболіст, нападник хорватського «Динамо» (Загреб) і національної збірної Албанії.

## Клубна кар'єра
Народився 6 жовтня 1998 року в місті Печ. У дорослому футболі дебютував 2015 року виступами за команду «Істогу», в якій провів один сезон, взявши участь у 9 матчах чемпіонату. 
Надалі грав у першості Косова за «Айвалію», «Приштину», «Бесу» (Печ), а з 2019 року — «Балкані» (Теранде). У складі останньої команди був одним з головних бомбардирів, маючи середню результативність на рівні 0,34 гола за гру першості.
2021 року перебрався до Хорватії, де пів року відіграв за «Локомотиву», після чого перебрався до команди «Славен Белупо».
На початку 2024 року став гравцем «Динамо» (Загреб). Швидко став одним з основних гравців команди й допоміг їй того ж року зробити «золотий дубль», вигравши чемпіонат Хорватії і Кубок країни. 

## Виступи за збірні
2019 року провів одну гру за молодіжну збірну Косова. Згодом протягом 2020–2021 років провів три гри у складі національної збірної Косова.
2024 року змінив футбольне громадянство, дебютувавши у складі національної збірної Албанії.
| Дата      | Місто     | Господарі | Результат | Гості   | Турнір           | Голи | Примітки |
| --------- | --------- | --------- | --------- | ------- | ---------------- | ---- | -------- |
| 22-3-2024 | Парма     | Албанія   | 0 – 3     | Чилі    | товариський матч | -    | 79'      |
| 25-3-2024 | Стокгольм | Швеція    | 1 – 0     | Албанія | товариський матч | -    | 77'      |
| Усього    |           | Матчів    | 2         |         | Голів            | 0    |          |

## Титули і досягнення
- Чемпіон Хорватії (1):

«Динамо» (Загреб): 2023-2024
- Володар Кубка Хорватії (1):

«Динамо» (Загреб): 2023-2024